# Thomas Corneille
Thomas Corneille (Rouen, 20 d'agost de 1625 − Les Andelys, 8 de desembre 1709) va ser un dramaturg i llibretista francès. Germà petit de Pierre Corneille. Va substituir Philippe Quinault com a llibretista principal de Lully, quan aquest va ser foragitat de la Cort. Igual que Philippe Quinault, Corneille va adquirir renom en el drama parlat. El seu llibret de Medea ha estat considerat com un dels millors produïts al Regne de França el segle xvii. Demostra la versatilitat de l'estil de Corneille, la recerca de l'equilibri entre la tragèdia i l'espectacle.

## Obra dramàtica
- Les Engagements du hasard (1647 ?)
- Le Feint Astrologue (1648 ?), comèdia en 5 actes i en vers.
- Dom Bertrand de Cigarral (1651)
- L'Amour à la Mode (1651), comèdia en 5 actes i en vers.
- Le Berger Extravagant (1652), comèdia mesclada d'ornaments i de música en 5 actes i en vers.
- Le Charme de la Voix (1656), comèdia en 5 actes i en vers.
- Les Illustres ennemis (1655), comèdia en 5 actes i en vers.
- Le Geôlier de soi-même, ou Jodelet prince (1655)
- Timocrate (1656), tragèdia en 5 actes i en vers.
- Bérénice (1657)
- La Mort de l'empereur Commode (1657)
- Darius (1659)
- Le Galant doublé (1660)
- Stilicon (1660)
- Camma, reine de Galatie (1661)
- Pyrrhus (1663)
- Maximien (1662)
- Persée et Démétrius (1662), tragèdia en 5 actes i en vers.
- Antiochus (1666)
- Laodice (1668)
- Le Baron d'Albikrac (1667)
- La Mort d'Annibal (1669)
- La Comtesse d'Orgueil (1670)
- Théodat (1672)
- Ariane (1672), tragèdia en 5 actes i en vers.
- Le Comédien Poète (1673)
- Le Triomphe des dames (1676)
- Le Festin de Pierre (1677)
- La Mort d'Achille (1673), tragèdia en 5 actes i en vers.
- Dom César d'Avalos (1674), comèdia en 5 actes i en vers.
- Circé (1675)
- L'Inconnu (1675)
- Le Comte d'Essex (1678)
- La Devineresse (1679)
- La Pierre philosophale (1681)
- L'Usurier (1685)
- Le Baron des Fondrières (1686)
- Les Dames vengées (1695)
- Bradamante(1695)

## Llibrets d'òpera
- Psyché. Música de Jean-Baptiste Lully, (1678)
- Béllérophon Música de Jean-Baptiste Lully, (1679)
- Médée. Tragèdia lírica. Música de Marc-Antoine Charpentier, (1693)